# Amrita Singh
Pour les articles homonymes, voir Singh.
Amrita Singh est une actrice indienne née le 9 février 1958.

## Biographie

### Enfance et formation
Amrita Singh est née le 9 février 1958. Sa mère Rukhsana Sultana (en) est une mondaine connue pour avoir été une collaboratrice de Sanjay Gandhi durant l'état d'urgence indien entre 1975 et 1977 et son père Shivinder Singh Virk est un général de l'armée indienne. Elle est la petite-nièce de Begum Para (en), actrice indienne active dans les années 1940 et 1950. Son oncle est l'acteur Ayub Khan (en).

### Carrière
Elle fait ses débuts à Bollywood en 1983 avec le film Betaab qui est un succès. Elle tourne ensuite de nombreux films et remporte un Filmfare Award pour son rôle secondaire dans Aaina en 1994. Après le tournage de Rang en 1993, elle décide d'arrêter de tourner et se concentre sur sa vie de famille.
En 2002, elle revient sur les plateaux avec le film 23rd March 1931: Saaheed.
Entre 2005 et 2006, elle joue dans sa première série télévisée Kkavyanjali et gagne un Indian Telly Awards (en) et un Star Parivaar Award pour sa performance.
Son jeu dans le film Kalyug en 2006 lui vaut une nomination au Filmfare Awards. En 2018, sa performance dans le film Badla est également saluée par une nomination.

### Vie privée
Elle se marie avec Saif Ali Khan en 1991 et se sépare de lui en 2004. Ils ont deux enfants, Sara Ali Khan née en 1995 et Ibrahim Ali Khan né en 2001.

## Filmographie

### Cinéma
- 1983 : Betaab de Rahul Rawail
- 1984 : Sunny de Raj Khosla
- 1984 : Duniya de Ramesh Talwar
- 1985 : Saaheb d'Anil Ganguly
- 1985 : Mard de Manmohan Desai
- 1986 : Mera Dharam de Bapu
- 1986 : Chameli Ki Shaadi de Basu Chatterjee
- 1986 : Kala Dhanda Goray Log de Sanjay Khan
- 1986 : Karamdaata de Sashilal K. Nair
- 1986 : Naam de Mahesh Bhatt
- 1987 : Naam O Nishan d'Ajay Kashyap
- 1987 : Khudgarz de Rakesh Roshan
- 1987 : Thikana de Mahesh Bhatt
- 1988 : Mulzim de K. S. R. Das
- 1988 : Kabzaa de Mahesh Bhatt
- 1988 : Tamacha de Ramesh Ahuja
- 1988 : Shukriyaa de A. C. Trilogchander
- 1988 : Waaris de Raveendra Peepat
- 1988 : Charnon Ki Saugandh de K. Bapaiah
- 1988 : Agnee de J Om Prakash
- 1989 : Sahai Ki Taqat de T. Rama Rao
- 1989 : Hathyar de J. P. Dutta
- 1989 : Galiyon Ka Badshah de Sher Jung Singh
- 1989 : Ilaaka de Aziz Sejawal
- 1989 : Batwara de J. P. Dutta
- 1989 : Toofan de Ketan Desai
- 1989 : Jaadugar de Prakash Mehra
- 1990 : Veru dada de K. R. Reddy
- 1990 : Karishma Kali Kaa d'Ashok Punjabi
- 1990 : Maut Ke Farishtey
- 1990 : Aag Ka Dariya de Roop K. Shorey
- 1990 : Kroadh de Shashilal K. Nair
- 1990 : CID d'Ajay Goel
- 1991 : Sadhu Sant de Prakash Mehra
- 1991 : Paap Ki Aandhi de Mehul Kumar
- 1991 : Dharam Sankat de N. D. Khotari
- 1991 : Akayla de Ramesh Sippy
- 1991 : Rupaye Dus Karod de Sikander Bharti
- 1991 : Pyaar Ka Saaya de Vinod K. Verma
- 1992 : Raju Ban Gaya Gentleman de Aziz Mirza
- 1992 : Suryavanshi de Rakesh Kumar
- 1992 : Kal Ki Awaz de B. R. Chopra & Ravi Chopra
- 1992 : Dil Aashna Hai de Hema Malini
- 1993 : Aaina de Deepak Sareen
- 1993 : Rang de Talat Jani
- 2002 : 23rd  March 1931: Shaheed de Guddu Dhanoa
- 2005 : Kalyug de Mohit Suri
- 2007 : Shootout at Lokhandwala d'Apoorva Lakhia
- 2007 : Dus Kahaniyaan de Meghna Gulzar, Sanjay Gupta & Apoorva Lkhia
- 2010 : Kajraare de Pooja Bhatt
- 2013 : Aurangzeb d'Atul Shabharwal
- 2014 : 2 States d'Abishek Varman
- 2016 : A Flying Jatt de Remo D'Souza
- 2017 : Hindi Medium de Saket Chaudhary
- 2019 : Badla de Sujoy Ghosh
- 2019 : A New Christmas de Daniel Tenenbaum
- 2022 : Heropanti 2 d'Ahmed Khan

### Télévision
- 2005-2006 : Kkavyanjali (série télévisée)

## Distinctions

### Récompenses
- Filmfare Awards 1994 : Meilleure actrice dans un rôle secondaire pour Aaina
- Indian Telly Awards (en) 2005 : Meilleure actrice pour Kkavyanjali
- Star Parivaar Awards 2005 : Saas préférée pour Kkavyanjali

### Nominations
- Zee Cine Awards 2003 : Meilleure actrice dans un rôle secondaire pour 23rd March 1931: Shaheed
- Filmfare Awards 2006 : Meilleure actrice pour Kalyug
- International Indian Film Academy Awards 2006 : Meilleure actrice dans un rôle secondaire pour Kalyug
- BIG Life OK Now Awards 2014 : Meilleure actrice dans un rôle secondaire pour 2 States
- Stardust Awards 2014 : Meilleure actrice dans un rôle secondaire pour 2 States
- Apsara Film Producers Guild Awards (en) 2015 : Meilleure actrice dans un rôle secondaire pour 2 States
- Boolywood Hungama Surfers' Choice Movie Awards 2015 : Meilleure actrice dans un rôle secondaire pour 2 States
- International Indian Film Academy Award 2015 : Meilleure actrice dans un rôle secondaire pour 2 States
- Filmfare Awards 2015 : Meilleure actrice dans un rôle secondaire pour 2 States
- International Indian Film Academy Awards 2020 : Meilleure actrice dans un rôle secondaire pour Badla
- Filmfare Awards 2020 : Meilleure actrice dans un rôle secondaire pour Badla
- Screen Awards India 2020 : Meilleure actrice dans un rôle secondaire pour Badla
- Zee Cine Awards 2020 : Meilleure actrice dans un rôle secondaire pour Badla